# Slag bij Chusto-Talasah
De Slag bij Chusto-Talasah vond plaats op 9 december 1861 in Tulsa County, Oklahoma tijdens de Amerikaanse Burgeroorlog Deze slag staat ook bekend onder de namen de Slag bij Bird Creek, de Slag bij Caving Banks of de Slag bij High Shoal
Dit was de tweede in een reeks van drie veldslagen tussen de Zuidelijken onder leiding van kolonel Douglas H. Cooper en de Indianen onder leiding van chief Opothleyahola. De Cherokee en de Seminole steunden de Noordelijke regering.
Na de Slag bij Round Mountain had Opothleyahola zich in noordoostelijke richting teruggetrokken. Op 9 december 1861 was hij bij Chusto-Talasah aangekomen nabij de  Horseshoe Bend  van Bird Creek. Opothleyahola had vernomen dat Cooper met een 1300 man sterke eenheid op weg was om hem te verslaan. Daarom had Opothleyahola zijn Indianen in een sterke defensieve positie nabij Horseshoe Bend opgesteld.
Tijdens de volgende 4 uur viel Cooper verschillende keren de versterkte positie aan. Net voor de duisternis inviel slaagde hij erin om de Indianen te verdrijven. Cooper besloot om de achtervolging niet in te zetten. De Zuidelijken hadden te weinig munitie. Chief Opothleyahola trok verder om veiliger oorden op te zoeken. Hij had 500 mannen verloren tegenover 15 doden en 37 gewonden voor de Zuidelijken.
In de Slag bij Chustenahlah zouden de Zuidelijken een beslissende overwinning behalen.

## Slagorde
Cooper's Brigade – kol. Douglas Hancock Cooper
- 6 compagnieën, 1st Choctaw-Chickasaw Mounted Rifles - Maj. Mitchell Laflore
- Detachement, Choctaw Battalion - kapt. Alfred Wade
- Detachement, 1st Creek Regiment - kol. Daniel N. McIntosh
- Detachement, Creek Indians - kapt. James M. C. Smith
- 1st Cherokee Mounted Rifle Regiment - kol. John Drew
- 4th Texas Cavalry Regiment - kol. William B. Sims
- Detachment, 9th Texas Cavalry - Lt. kol. William Quayle
- Whitfield’s Battalion - kapt. John W. Whitfield

Creek en Seminole Indianen - Chief Opothleyahola
- Lockapoka Creeks
- Muscogee Creeks
- Seminoles - Halleck Tustenuggee, Billy Bowlegs